# Secundă intercalată

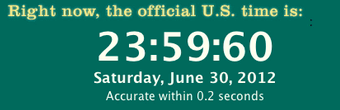
Captură de ecran a ceasului UTC de la time.gov în timpul introducerii secundei intercalate la data de 30 iunie 2012, 23:59:60.

O secundă intercalată (numită uneori și secundă bisectă) este o secundă introdusă la timpul universal coordonat (UTC) pentru a permite timpului universal definit de ceasurile atomice (TAI) să compenseze avansul față de ritmul de rotație al Pământului și să fie cât mai aproape de timpul solar mediu. Operațiunea este efectuată de către Serviciul Internațional pentru Rotația Terestră și Sisteme de Referință (IERS).
Secunda intercalată are același rol ca și anul bisect. Dacă nu s-ar face aceste ajustări, ceasurile ar lua-o înainte și după mulți ani s-ar ajunge la situația în care soarele ar apune la amiază.

## Introducerea secundei intercalate
Prima secundă intercalată a fost introdusă în 1972. Se face prin introducerea secundei 60 după 59 și înainte de 00 la minutul 59 al orei 23 a zilei (23:59:60).
Datorită riscului unei erori de calcul, în zilele când este introdusă secunda intercalată nu este programată, de exemplu, nicio lansare de rachetă.
| An               | iunie 30 | decembrie 31 |
| ---------------- | -------- | ------------ |
| 1972             | +1       | +1           |
| 1973             | 0        | +1           |
| 1974             | 0        | +1           |
| 1975             | 0        | +1           |
| 1976             | 0        | +1           |
| 1977             | 0        | +1           |
| 1978             | 0        | +1           |
| 1979             | 0        | +1           |
| 1980             | 0        | 0            |
| 1981             | +1       | 0            |
| 1982             | +1       | 0            |
| 1983             | +1       | 0            |
| 1984             | 0        | 0            |
| 1985             | +1       | 0            |
| 1986             | 0        | 0            |
| 1987             | 0        | +1           |
| 1988             | 0        | 0            |
| 1989             | 0        | +1           |
| 1990             | 0        | +1           |
| 1991             | 0        | 0            |
| 1992             | +1       | 0            |
| 1993             | +1       | 0            |
| 1994             | +1       | 0            |
| 1995             | 0        | +1           |
| 1996             | 0        | 0            |
| 1997             | +1       | 0            |
| 1998             | 0        | +1           |
| 1999             | 0        | 0            |
| 2000             | 0        | 0            |
| 2001             | 0        | 0            |
| 2002             | 0        | 0            |
| 2003             | 0        | 0            |
| 2004             | 0        | 0            |
| 2005             | 0        | +1           |
| 2006             | 0        | 0            |
| 2007             | 0        | 0            |
| 2008             | 0        | +1           |
| 2009             | 0        | 0            |
| 2010             | 0        | 0            |
| 2011             | 0        | 0            |
| 2012             | +1       | 0            |
| 2013             | 0        | 0            |
| 2014             | 0        | 0            |
| 2015             | +1       | 0            |
| 2016             | 0        | +1           |
| 2017             | 0        | 0            |
| 2018             | 0        | 0            |
| 2019             | 0        | 0            |
| 2020             | 0        | 0            |
| 2021             | 0        | -            |
| An               | iunie 30 | decembrie 31 |
| Total            | 11       | 16           |
| Total            | 27       |              |
| TAI − UTC actual |          |              |
| 37               |          |              |